# François Lespingola

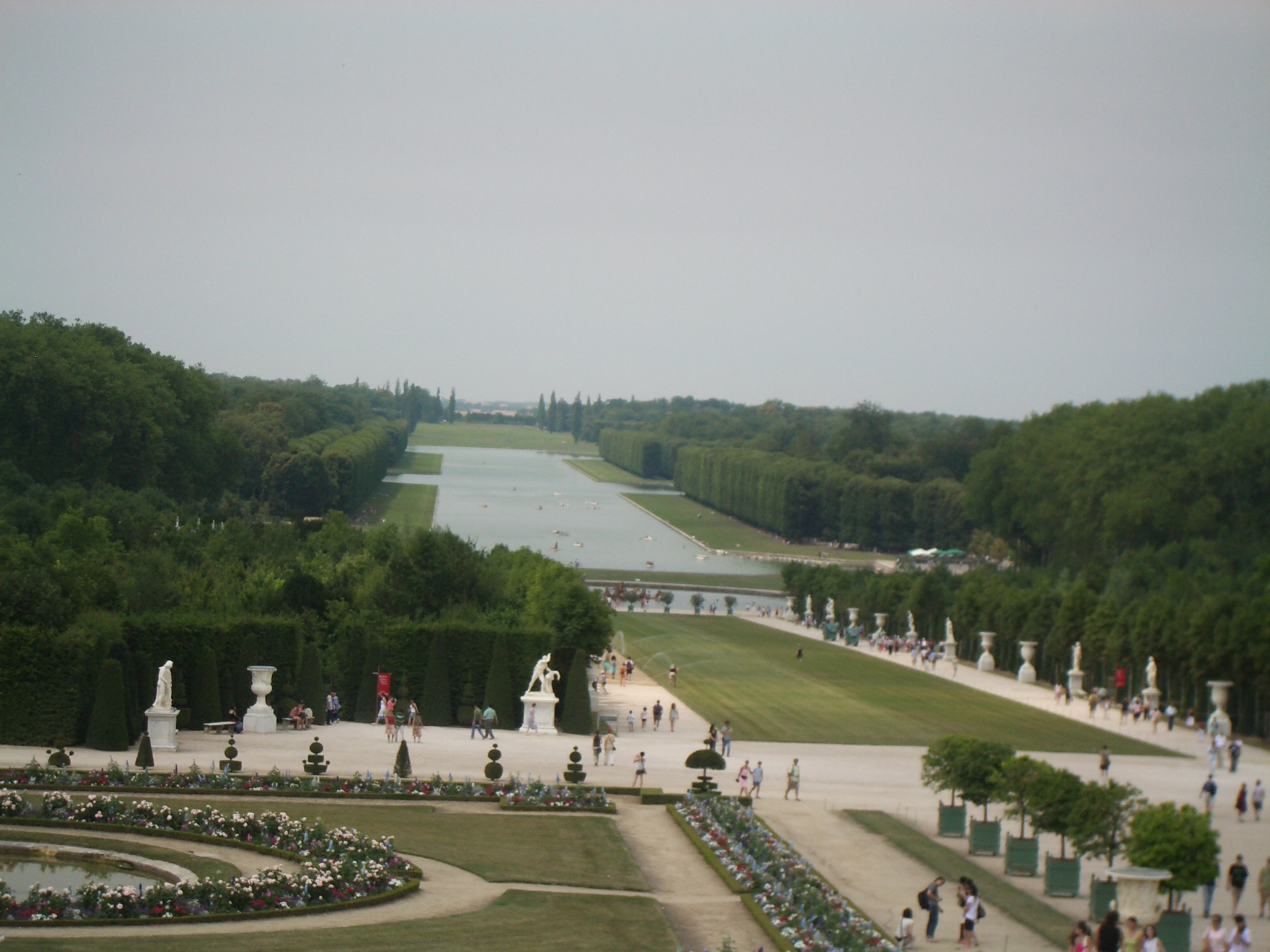
Gálata Ludovisi también conocida como Arria et Poetus, en el Parterre del Palacio de Versalles

François Lespingola (Joinville, 1644 - París, 16 de julio de 1705) fue un escultor francés perteneciente al equipo que suministraba de esculturas originales, jarrones y copias de la Antigüedad para los jardines de Versalles..

## Datos biográficos
Desde 1665 hasta 1675, Lespignola permaneció como estudiante en Roma, en la Academia de Francia. En 1675, se convirtió en miembro de la Accademia di San Luca. Una vez que regresó a Francia, Lespingola fue recibido como un miembro de la Real Academia de Pintura y Escultura en 1676.
Sus ocupaciones principales fueron las obras reales en el castillo de Versalles y otros lugares. La Gálata Ludovisi, entonces conocida como Arrio y Paeta fue copiada por Lespingola en Roma en 1684 para Versalles: sigue en pie, emparejado con Laocoonte, a la entrada del Tapis Vert.
Lespignola también colaboró en una serie de obras decorativas con Jacques Buirette (1631-1699). Esto incluye modelos de trofeos, así como el animado grupo de "Tres niños que juegan con un cisne"(1685-1687).

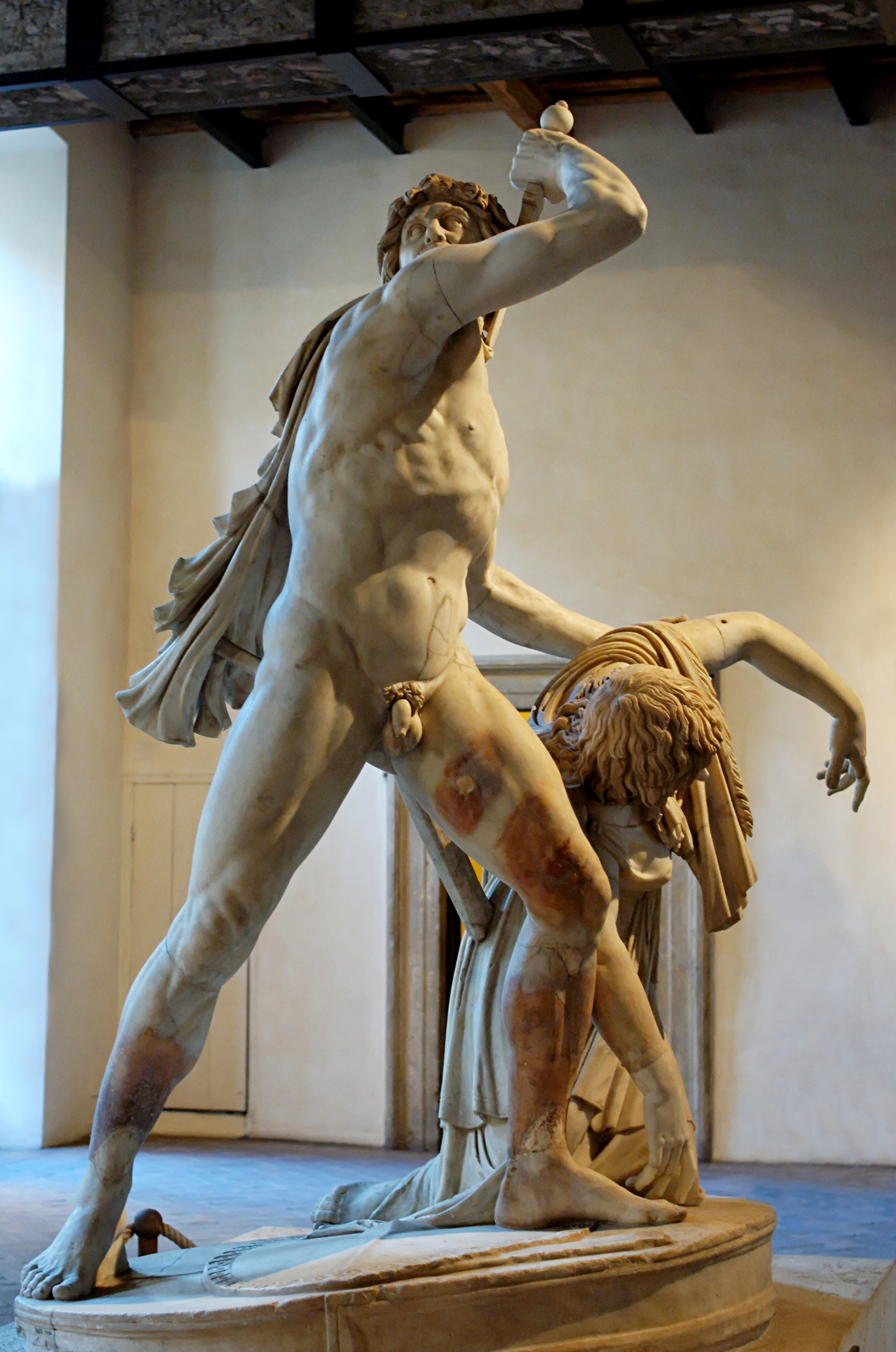
Copia helenística del "Gálata Ludovisi", escultura que Lespingola copió en Roma.

## Obras
Entre las mejores y más conocidas obras de Wikström se incluyen las siguientes:
- Unión de las Academias de Francia y Roma, relieve, obra desaparecida con la que fue admitido como miembro de la academia francesa.
- Bérénice, (1673), a partir de una copia de Junon Cesi. Instalada en los Jardins de Lumière de Versalles.

- "Tres niños que juegan con un cisne" (1685-1687). grupo escultórico, realizado junto a Jacques Buirette (1631-1699)
- "Tres niños jugando", composición muy similar a la anterior, pero sin cisne, bronce,

- Gálata Ludovisi entonces conocida como Arria et Poetus (1684-1688), copia realizada en Roma. Grupo escultórico instalado en el jardín del Palacio de Versalles en el Tapis Vert de los jardines de Versalles, junto al Laoconte.
- Altimetry en los tejados del Aile du Midi (1681)